# Мършийн (остров)

Остров Мършийн (на английски: Merasheen Island) е 12-ият по големина остров в провинция Нюфаундленд и Лабрадор. Площта му е 129 км2, която му отрежда 145-о място сред островите на Канада. Необитаем.
Островът се намира в средата на залива Пласеншия, вклиняващ се в югоизточното крайбрежие на остров Нюфаундленд. Западният проток (канал), в който има множество малки острови (Кинг, Рагад, Саут Тилт и други) го отделя от бреговете на п-ов Бърин, а на изток Централния проток (канал) от островите Лонг Айлънд, Ред и множество други по малки. На изток от тях, зад Източния проток (канал) е западното крайбрежие на п-ов Авалон.
Бреговата линия с дължина 109 км е силно разчленена. От север на юг по източното и западното крайбрежие има множество заливи, предоставящи идеални условия за риболов и плаж и туризъм – заливите Грейт Брул Харбър (в най-северната част), Мършант (на северозапад), Дерби Харбър (на източното крайбрежие), Вирджин (на западното) и други. Дължината на острова от север на юг е 35 км, а максималната му ширина в южната част – 9 км.
Релефът е равнинен, а в южната част хълмист с маскимална височина от 283 м. Има множество малки езера. Почти целия остров е покрит с гъсти иглолистни гори.
Остров Мършайн е ненаселен, но има построени четири ваканционни селища, които служат като изходна база за туристически маршрути по целия остров.
Литъл Брул – в най-северната част
Грейт Брул – в най-северната част, на брега на залива Грейт Брул Харбър
Индиан Харбър – на източнато крайбрежие, на брега на залива Дерби Харбър
Мършайн – в югозападния ъгъл на острова, най-голямото и най-модерното на острова
Островът е открит най-вероятно от португалския мореплавател Жуау Фагундиш през 1520 или 1525 г., когато той открива цялото южно крайбрежие на остров Нюфаундленд.